# Redimus
Albums de Hecate Enthroned
Kings of Chaos
(1999)
Redimus est le quatrième album studio du groupe de black metal symphonique anglais Hecate Enthroned. L'album est sorti le 5 octobre 2004 sous le label Candlelight Records.
Cet album est dans la continuité de son prédécesseur, Kings of Chaos. C'est-à-dire que Redimus contient des éléments de Death metal, ajoutés aux melodies composées aux claviers, typiques du Black metal symphonique. Cependant, on peut également entendre parfois des éléments de Metal progressif, principalement sur le titre Morbeca.

## Musiciens
- Dean Seddon - Chant
- Nigel - Guitare
- Andy - Guitare
- Dylan Hughes - Basse
- Pete - Claviers
- Robert - Batterie

## Liste des morceaux
1. Intro
2. Soil of Sin
3. Headhunter
4. No One Hears
5. The Face of Betrayal
6. As Fire
7. The Shining Delight
8. An Eternal Belief (I Am Born)
9. Morbeca
10. Redimus
11. Choose Misanthropy
12. Overriding Imagination